# Szinetár György
Szinetár György (Debrecen, 1905. február 22. – Budapest, 1974. május 14.) József Attila-díjas (1950) magyar író, költő, újságíró, egyetemi tanár, filmrendező, dramaturg. Szinetár Miklós nagybátyja.

## Életpályája
Szülei, Szinetár Sámuel (1877–1944) fakereskedő és Goldstein Szeréna (1881–1944) a holokauszt áldozatai lettek. Nyíregyházán tanult. 1926–1932 között Berlinben élt. 1932–1938 között a fővárosban volt újságíró. 1938-ban Párizsba utazott, ahol cikkeket küldött a baloldali lapoknak. 1940–41-ben francia katonaként teljesített szolgálatot. A második világháborút követően a filmgyártásban dolgozott: a Színház- és Filmművészeti Főiskola tanára, a Hunnia Filmgyár és a Honvédfilm dramaturgja volt. 1946–1948 között a Mozi Élet szerkesztőjeként működött. 1958-tól a Kisdobos szerkesztője volt.

## Színházi művei
A Színházi Adattárban regisztrált bemutatóinak száma: 21.
- Egri csillagok (1952)
- Déryné útrakél (1956)
- Az első tavasz (1959)
- Utazás a Holdba (1962)
- Susmus (1962–1964)
- Fogad 3-tól 5-ig (1963–1964)
- A nemzet csalogánya (1964–1965)
- Én, Varga Katalin (1967)
- A császár álarcában (1967)
- Új mesék az írógépről (1967)
- Revolvert vegyenek (1968)
- Knock out (1968–1969)

## Művei
- Miértek éjszakáin (versek, 1925)
- A szürke fal (dráma, 1933)
- A hangok tolvaja (regény, 1933)
- Mesél az élet (elbeszélés, 1933)
- Nyolc fiú nyolc története (mesék, 1935)
- Szerelem nélkül (dráma, 1936)
- Karrier (regény, 1936)
- Premier után (dráma, 1939)
- Alázatos ének (versek, 1942)
- Az esti gyors (dráma, 1943)
- Párizsban történet (dráma, 1943)
- Európai nagybácsi (regény, 1943)
- Akarom, hogy tudd… (versek, 1943)
- Kis mesék nagy emberekről (mesék, 1944)
- Műpártolás (dráma, 1946)
- Hontalanok (dráma, 1947)
- Igaza van, Tanár úr (dráma, 1947)
- Így kezdődött (dráma, Palotai Borissal, 1948)
- Egri csillagok (dráma, 1951)
- Déryné útrakél (dráma, 1956)
- Az első tavasz (dráma, 1959)
- Az első lépés (elbeszélés, 1960)
- Utazás a Holdba (dráma, 1961)
- Fogad 3-tól 5-ig (dráma, 1963)
- A jobbágybrigadéros (elbeszélés, 1964)
- A nemzet csalogánya (daljáték, 1964)
- Susmus (verses szatíra, 1964)
- Új mesék az írógépről (1967)
- Vihar a pusztán (regény, 1967)
- Knock out (1968)
- Én, Varga Katalin (történelmi színmű, 1968)

## Filmjei
- Szabóné (Bacsó Péterrel, 1949)
- Ludas Matyi (1949)
- Teljes gőzzel (1952)
- Gerolsteini kaland (1957)
- Háry János (1965)

## Díjai
- József Attila-díj (1950)
- Köztársasági érdemrend V. fokozat (1951)
- Szocialista Kultúráért (1955)
- KISZ-érem (1965)
- Munkaérem ezüst fokozat (1965)
- Felszabadulási Emlékérem (1970)